# نوشیرو، آکیتا
نوشیرو، آکیتا از شهرهای استان آکیتا ژاپن است که جمعیت آن در ۱ ژانویه ۲۰۰۸ ۶۱٬۲۹۵ نفر بوده‌است.